# Пагацци, Джованни Чезаре
Джованни Чезаре Пагацци (итал. Giovanni Cesare Pagazzi; род. 8 июня 1965, Крема, Италия) — итальянский куриальный прелат и ватиканский сановник. Секретарь Дикастерии культуры и образования с 26 сентября 2022 по 28 марта 2025. Титулярный архиепископ Белькастро с 30 ноября 2023. Архивариус Ватиканского Секретного Архива и Библиотекарь Святой Римской Церкви с 28 марта 2025.

## Ранние годы, образование и священство
Джованни Чезаре Пагацци родился 8 июня 1965 году, в Креме, он посещал Институт Марии Сантиссимы Бамбины в Лоди. С 1983 по 1990 год он изучал философию и теологию в совместной семинарии Кремы и Лоди, филиале Теологического факультета Северной Италии.
23 июня 1990 года он был рукоположен в священники для епархии Лоди. Он получил лиценциат в 1994 году и докторскую степень по теологии в 1996 году в Папском Григорианском университете, защитив диссертацию на тему «Уникальность Иисуса как критерий единства и различия в Церкви» под руководством Анхеля Антона.

## Академическая карьера
В сентябре 1996 года он стал профессором экклезиологии и христологии в Объединении богословских исследований семинарий Крема и Лоди. С 2013 по 2014 год он был приглашенным профессором Папского Григорианского университета.
Помимо своей академической деятельности, Пагацци отвечал за обучение постоянных дьяконов в епархии Лоди с ноября 2009 года по сентябрь 2023 года.
В октябре 2019 года он стал профессором богословия Папского теологического института брака и семьи Иоанна Павла II. Там он помог организовать художественную выставку, посвященную творчеству бразильского францисканца Сидивала Фила. Он руководил программой Gaudium et Spes и читал курс, в котором литература, музыка, искусство и кино рассматривались как выражения семейной динамики.
С октября 2021 года он являлся консультантом Дикастерии доктрины веры.

## Куриальный сановник
Папа Франциск назначил его секретарём Дикастерии культуры и образования 26 сентября 2022 года, поскольку кардинал Жозе Толентину Мендонса был назначен префектом этой дикастерии. 30 ноября 2023 года Папа Франциск назначил его титулярным архиепископом Белькастро. Его епископская хиротония прошла 10 февраля 2024 года в Лоди.
Среди его богословских сочинений есть и произведения популярного толка. В «Приготовлении воскресшего» (2014) он исследует использование пищи Иисусом в притчах и его взаимоотношения, а также его знания о приготовлении пищи. Пагацци писал: «Внимательное чтение Евангелия показывает нам не только склонность Иисуса к веселью, но и его превосходные знания в области производства и приготовления пищи. Он знал даже точную дозу дрожжей, которые нужно было добавлять в муку при выпечке хлеба (от Матвея 13:33).
В «In pace e mi corico: il sonno e la fede» («В мире и моей постели: сон и вера») он рассматривает, как Писание рассматривает «сон, бессонницу, сонливость и лень, ночь, сновидения». и считает, что вера обеспечивает спокойный сон.

## Библиотекарь Святой Римской Церкви
28 марта 2025 года папа Франциск назначил архиепископа Джованни Чезаре Пагацци Архивариусом Ватиканского Апостольского Архива и Библиотекарем Святой Римской Церкви.

## Работы
Его опубликованные работы включают:
- Giovanni Cesare Pagazzi, La singolarità di Gesù come criterio di unità e differenza nella Chiesa, Milano, Glossa, 1997, pp. x, 222, ISBN 978-8871050652.
- Giovanni Cesare Pagazzi, Il polso della verità. Memoria e dimenticanza per dire Gesù, Assisi, Cittadella, 2006, pp. 136, ISBN 978-8830808386.
- Giovanni Cesare Pagazzi, Il prete oggi. Tracce di spiritualità, Bologna, EDB, 2010, pp. 88, ISBN 978-8810512036.
- Giovanni Cesare Pagazzi, Sentirsi a casa. Abitare il mondo da figli, Bologna, EDB, 2010, pp. 128, ISBN 978-8810405963.
- Giovanni Cesare Pagazzi, C'è posto per tutti. Legami fraterni, paura, fede, Milano, Vita e Pensiero, 2013, pp. 136, ISBN 978-8834325162.
- Giovanni Cesare Pagazzi, Fatte a mano. L'affetto di Cristo per le cose, Bologna, EDB, 2013, pp. 128, ISBN 978-8810408377.
- Giovanni Cesare Pagazzi, La cucina del Risorto. Gesù «cuoco» per l'umanità affamata, Bologna, EMI, 2014, pp. 64, ISBN 978-8830722149.
- Giovanni Cesare Pagazzi, In principio era il legame. Sensi e bisogni per dire Gesù, Assisi, Cittadella, 2015, pp. 168, ISBN 978-8830807785.
- Giovanni Cesare Pagazzi, Questo è il mio corpo. La grazia del Signore Gesù, Bologna, EDB, 2016, pp. 136, ISBN 978-8810412190.
- Giovanni Cesare Pagazzi, Gesù mio perdona le nostre colpe..., Milano, Glossa, 2016, pp. 48, ISBN 978-8871053677.
- Giovanni Cesare Pagazzi, Matteo Crimella, Stefano Romanello, Extra ironiam nulla salus. Studi in onore di Roberto Vignolo in occasione del suo LXX compleanno, Milano, Glossa, 2016, pp. 690, ISBN 978-8871053769.
- Giovanni Cesare Pagazzi, Il garbo del vincitore, Milano, Paoline Editoriale Libri, 2018, pp. 80, ISBN 978-8831549592.
- Giovanni Cesare Pagazzi, La carne, Cinisello Balsamo, San Paolo Edizioni, 2018, pp. 96, ISBN 978-8892213999.
- Giovanni Cesare Pagazzi, Tua è la potenza. Fidarsi della forza di Cristo, Cinisello Balsamo, San Paolo Edizioni, 2019, pp. 160, ISBN 978-8892220478.
- Giovanni Cesare Pagazzi, Carla Canullo, Madri, Bologna, EDB, 2020, pp. 88, ISBN 978-8810572023.
- Giovanni Cesare Pagazzi, In pace mi corico. Il sonno e la fede, Cinisello Balsamo, San Paolo Edizioni, 2021, pp. 176, ISBN 978-8892226562.
- Giovanni Cesare Pagazzi, Franco Manzi, Il pastore dell'essere. Fenomenologia dello sguardo del Figlio, Assisi, Cittadella, 2021, pp. 168, ISBN 978-8830807297.

## Галерея

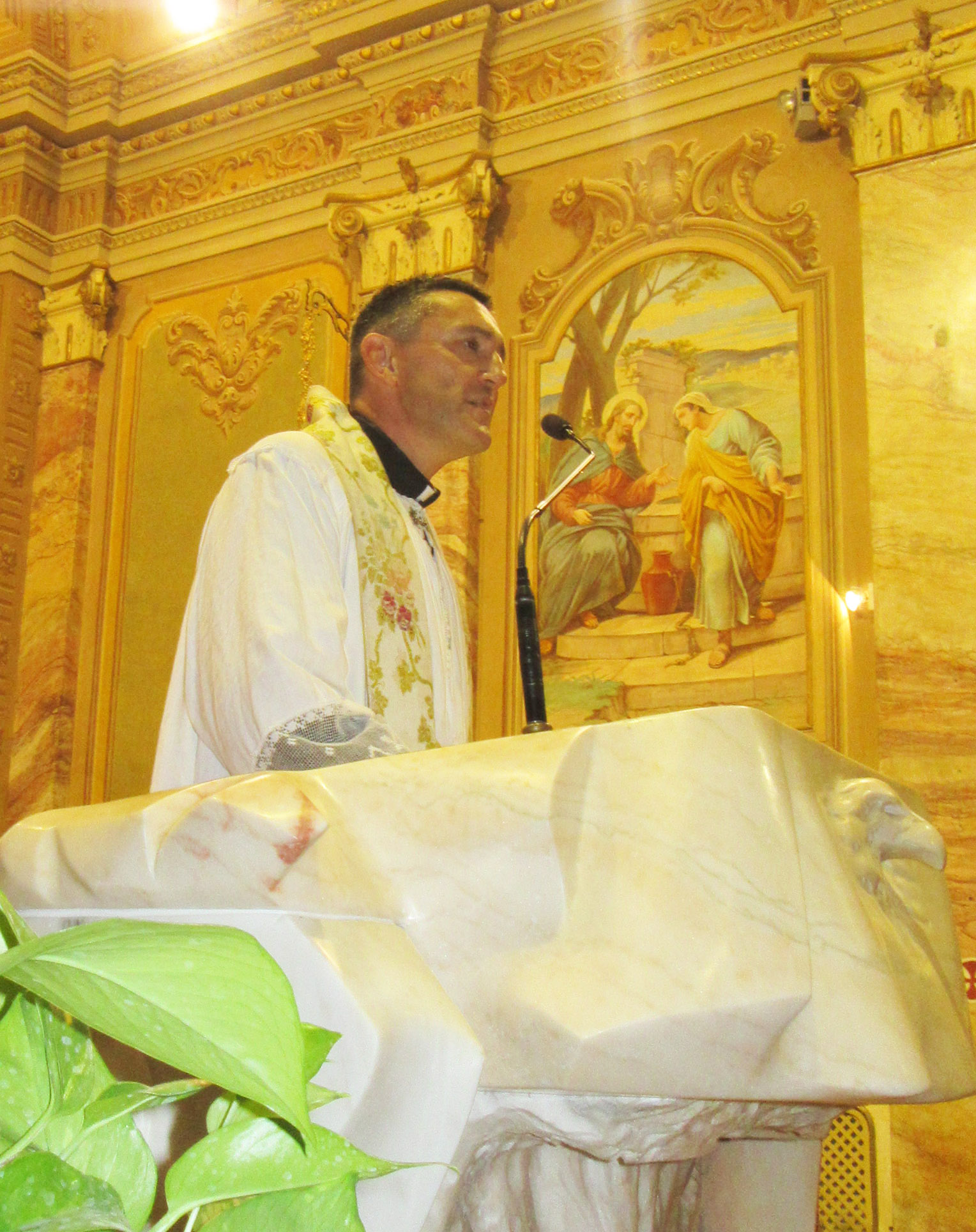
Джованни Чезаре Пагацци в Казелле-Ланди, 2018.